# Anschlag in Afula 2003

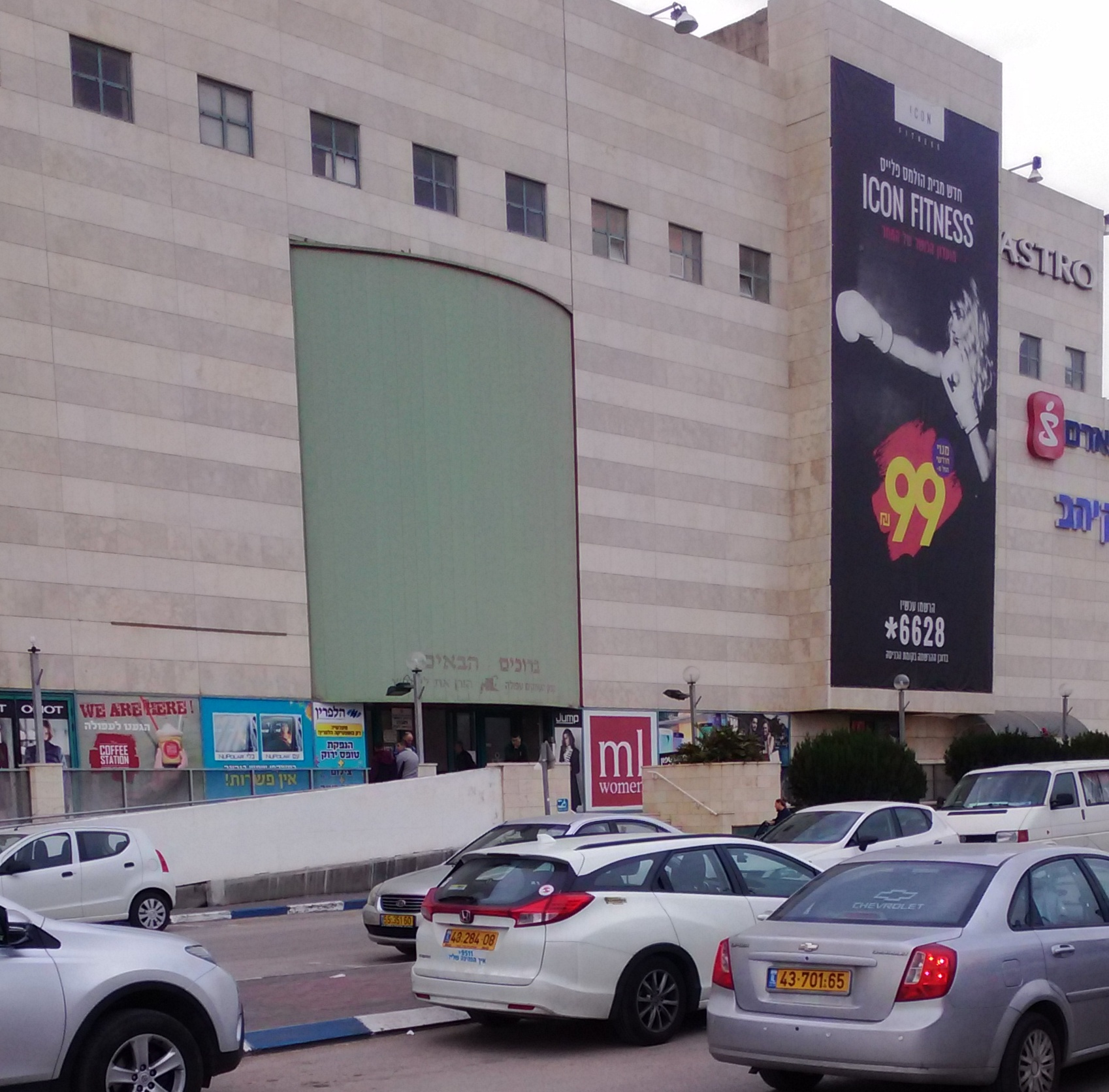
Das Shaarei HaAmakim-Einkaufzentrum in Afula.

Der Anschlag in Afula 2003 am 19. Mai 2003 war ein Selbstmordanschlag auf das Shaarei HaAmakim-Einkaufzentrum in Afula, Israel, bei dem drei Menschen getötet und bis zu 70 verletzt wurden. Der Anschlag wurde von der Palästinenserin Hiba Daraghmeh verübt.

## Der Anschlag
Am Montag, dem 19. Mai 2003, um 17:14 Uhr, näherte sich die Attentäterin, die 19- oder 20-jährige  palästinensische Studentin Hiba Daraghmeh, dem Eingang des Einkaufszentrums Shaarei HaAmakim in der Stadt Afula im Norden Israels. Als sie sich dem Sicherheitspersonal am Eingang für die Sicherheitskontrolle näherte, zündete sie den unter ihrer Kleidung versteckten Sprengstoff.
Durch die Explosion wurden sie selbst, zwei Wachleute und ein Kunde des Einkaufszentrums getötet, sowie 50 bis 70 Menschen verletzt.

## Nach dem Anschlag

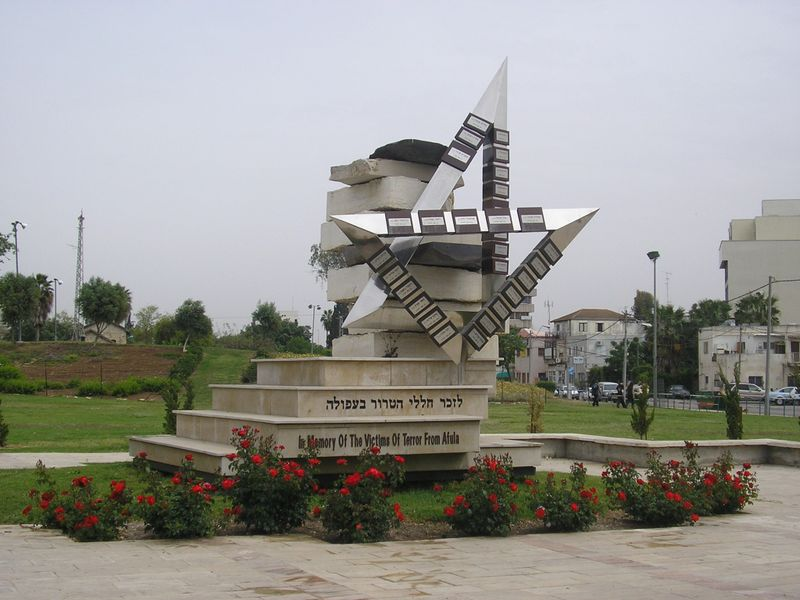
Gedenkstätte für die Opfer des Anschlags in Afula.

Nach dem Anschlag bekannten sich sowohl der Islamische Dschihad in Palästina (PIJ) als auch die Al-Aqsa-Märtyrerbrigaden zu der Tat.